# Campeonato Nacional da Divisão de Honra 2019
Der Campeonato Nacional da Divisão de Honra 2019 war die dritthöchste Spielklasse im Fußball auf der Insel São Tomé, einem Teilstaat des afrikanischen Inselstaates São Tomé und Príncipe. Die Saison wurde mit zehn Mannschaften ausgetragen. Jede Mannschaft absolvierte 18 Spiele in einer Hin- und Rückrunde.
| Pl.                    | Verein               | Sp. | S  | U | N  | Tore    | Diff. | Punkte |
| ---------------------- | -------------------- | --- | -- | - | -- | ------- | ----- | ------ |
| 1.                     | Oque d’El Rei (A)    | 18  | 14 | 1 | 3  | 044:140 | +30   | 43     |
| 2.                     | GD Cruz Vermelha (A) | 18  | 12 | 3 | 3  | 044:140 | +30   | 39     |
| 3.                     | Boavista FC          | 17  | 7  | 4 | 6  | 025:280 | −3    | 25     |
| 4.                     | UD Santa Margarida   | 17  | 7  | 2 | 8  | 029:280 | +1    | 23     |
| 5.                     | Marítimo Micoló      | 18  | 7  | 2 | 9  | 027:290 | −2    | 23     |
| 6.                     | Juba de Diogo Simão  | 18  | 6  | 3 | 9  | 029:330 | −4    | 21     |
| 7.                     | Desportivo Diogo Vaz | 17  | 6  | 3 | 8  | 026:330 | −7    | 21     |
| 8.                     | Andorinha SC         | 17  | 5  | 5 | 7  | 026:290 | −3    | 20     |
| 9.                     | AD Kê Morabeza       | 18  | 6  | 2 | 10 | 026:460 | −20   | 20     |
| 10.                    | Varzim SC            | 18  | 3  | 5 | 10 | 026:480 | −22   | 14     |
| Stand: Saisonende 2022 |                      |     |    |   |    |         |       |        |

Platzierungskriterien: 1. Punkte – 2. Tordifferenz – 3. geschossene Tore